# 六十一人叛徒集团案
六十一人叛徒集團案，又称“三六大案”，是中國文化大革命期間，康生等支持文革的中国共产党领导人為打擊國家主席劉少奇一派的中共領導人製造的一起大案。

## 抗战前夕出狱经过
1930年代，中共北方黨組織兩次遭大破壞，大量中共幹部被捕关押。1936年，抗日战争全面展开前夕，時任中共中央北方局書記的劉少奇聽取柯慶施建議，刘少奇以北方局的名义作出了把關押在北平軍人反省院的61名中共幹部履行自首手續保釋出來的决定。這是為解決北方局的幹部人員嚴重不足問題，及因日軍即將佔領華北，為減少幹部人員的損失。劉少奇把北方局的决定报告了党中央。中共中央總書記张闻天代表党中央批准了这个决定。
根据中央文献出版社1997年1月出版的《建国以来毛泽东文稿》第十二册“对中央关于刘澜涛出狱问题的复电稿和张闻天有关证明材料的批语”的注释3的原文：

张闻天一九六七年二月十八日给毛泽东等的信上。张闻天在信后附送了一份证明材料。材料中说：“刘少奇初去北方局（一九三六年春）不久，就给我写了一封关于如何解决白区工作干部问题的信。”“他说，现在北平监狱中有一批干部，过去表现好，据监狱内部传出消息，管理监狱的人自知日子不长，准备逃走，也想及早处理这批犯人，所以只要履行一个不反共不发表的简单手续，犯人即可出狱。他信中提议即办此事。”“他还附带寄来了狱中干部提出有三个条件的请求书，要我签字，好使狱中干部相信，中央是同意那样办的。我当时很相信刘少奇的意见，觉得不要什么代价就可以解决当时确实缺乏的工作干部问题，岂不很好”，“就复信表示同意他的意见，并也在请求书上簽了字，退回去了”。

1936年7月间，北平地下党负责人柯庆施通过徐冰让孔详祯（孔于1932年12月从北平反省院保外就医，认识狱中关押的一些党员）写信，通过草岚子监狱看守班长牛宝正（1886-1954.11，山东省无棣县人，代号Ox）秘密通知反省院中党支部上述经中央批准了的北方局决定。孔详祯通过魏文伯（也是从北平反省院保外就医）的族侄魏茂林（当时叫王伯平）认识的一位北平反省院看守给狱中的殷鉴写了一封信通知北方局的决定。
1936年8月14日，毛泽东起笔写了《给宋哲元的信》，主张停止内战、联合抗日，并通过宋哲元派来与中国共产党联络的代表转交。宋哲元是华北军政最高负责人，接到毛泽东的信后，宋哲元签字批准释放关押在北平军人反省院履行了手续的共产党员。薄一波、刘澜涛、安子文、杨献珍、廖魯言、王其梅等61人即履行自首手續，在《反共启事》上签了字後出獄。1936年8月31日，《华北日报》全文发表了这份题为《徐子文反共启事》，是经杨献珍三易其稿，以狱中党支部书记薄一波为首的讨论通过后，又徵得国民党当局同意，然后发表的。 啓事全文如下（方括号内是其真名）：

徐子文反共启事

子文等前因思想简单观察力薄弱交游不慎言行不检致被拘禁于北平军人反省院反省自新当兹国难时期凡属中华青年均须确定方针为祖国利益奋斗余等幸蒙政府宽大为怀不咎既往准予反省自新现已诚心悔悟愿在政府领导之下坚决反共做一忠实国民以后绝不参加共党组织及其他任何反动行为并望有为青年俟后莫再受其煽惑特此登报声明 

             徐子文【安子文】刘华甫【刘澜涛】杨仲仁【杨献珍】周斌【周仲英】董旭天【董天知】夏维勋【鲜维勋】冯俊斋【马辉之】张永璞【薄一波】徐立荣【徐子荣】 

中华民国二十五年八月卅一日～九月二日《华北日报》第二版

同上反共启示内容有：

 王德光 王玉堂 李明（山西人） 扶平 李即吾 刘聚奎 刘振帮 王伯庆 候正寅 殷光善【殷明道】 李明（山东人） 赵云生 刘克让 杜熾昌【杜伯阳】 张鹏德 韩汉琴【韩钧】 刘俊才 刘崇善 王彦青 冯明新

一九三六年九月廿二日～九月廿四日 《华北日报》第二版

从一九三六年八月三十一日到一九三七年三月，57人分九批在《华北日报》、《益世报》上刊登“反共启事”，出了反省院。出獄後，即與中共中央接觸，獲分配工作，後亦被中共中央多次嚴格審查，一直被報告為沒有問題。
- 第一批9人：张永璞、杨仲仁、周斌、刘华甫、冯俊斋、徐子文、徐之荣、董天知、冼维勋。
- 9月中旬确定出狱的第四批15人：黄健纯、胡锡奎、李烈非、赵镈、朱今、王子喜、邱少山、王若愚、刘光书（刘昭）、高梦九、张建勋、廖广麟、张玺、高廷凯、周痒。10月上旬某早真正出狱。
- 第九批：刘锡五、罗霖祥等。

薄一波于1936年9月22日出狱。

## “六十一人”名单
1978年11月20日中共中央组织部《关于“六十一人案件”的调查报告》中列明的名单：
- 文革开始时担任省委书记、副省长、中央机关副部长以上职务（22人）：薄一波（张永璞）、刘澜涛（刘华甫）、安子文、杨献珍（杨仲仁）、周仲英、马辉之、徐子荣、傅雨田、王鹤峰（汪德光、王德光）、李楚离、王德、侯振亚、王其梅、刘有光、胡锡奎、廖鲁言、张玺、李力果、刘锡五、彭德、刘子久、赵林（罗霖祥）；
- 文革开始时担任省政协副主席和司局级职务（13人）：吴云甫、刘聚奎、刘慎之、赵明新、刘文蔚、刘尚之、冯乐进（冯俊斋）、唐方雷、王新波、朱则民、高仰云、胡敬一、贺致平；
- 担任一般职务（5人）：张振声、王玉堂、刘昭、杨彩、丁子珍；
- 战争中牺牲（10人）： 王墉、赵镈（赵朴）、冼维勋（夏维勋）、夏富海、马玉堂、殷明道（殷光善）、董天知（董旭生）、张友清（王彦芹）、张曼萍（王若愚）、王振林
- 出狱后去世（5人）：殷鉴、邱少山、高廷凯、杜伯阳、郝景波；
- 过度劳累而病逝（1人）：韩钧；
- 出狱工作以后，投敌叛变，被我处决一人（刘克让），管制一人（扶平）
- 下落不明（3人）：周庠、阎导黎、乔健双。

### 薄一波回忆录对该案人员名单的其他说法
上述名单虽然载于中央组织部平反61人案的中共中央正式文件中，但并不准确，错漏很多。2002年修订出版的薄一波回忆录《七十年奋斗与思考 （战争岁月）》正式修订核实了当年出狱的是54人（括号中为被捕时至出狱时所用名）：
- 出狱后不久病故3人：殷鉴（黄建纯）、邱少山、杜伯阳（杜炽昌）；
- 抗日战争、解放战争中牺牲9人：赵镈（赵朴）、仙维勋（夏维勋）、夏富海、马玉堂、殷明道（殷光善）、董天知（董旭生）、张友清（王彦芹）、张曼萍（王若愚）、王振林；
- 建国前夕和建国后截至2002年病故21人（按时间先后）：韩钧（韩汉琴）、张玺（王常珍）、李力果（李烈飞）、吴云甫（李明）、安子文（徐子文）、刘聚魁、张振声（张正身）、杨献珍（杨仲仁）、周仲英（周斌）、刘子久（刘俊才）、贺致平（贺之敏）、马辉之（冯俊斋）、王玉堂、王德（王伯庆）、刘澜涛（刘华甫）、王鹤峰（王德光）、李楚离（李即离）、刘有光（刘相臣）、刘尚之（刘崇善）、刘昭（刘光书）、彭德（张鹏德）、傅雨田(王桐)
- “文化大革命”中受迫害致死12人（按姓氏笔划）：王其梅（王时杰）、王新坡（王之喜）、刘锡五（刘锡武）、刘慎之（刘振邦）、刘文蔚（赵云生）、周庠、胡敬一（胡中田）、胡锡奎（胡锡昆）、侯振亚（侯正寅）、徐子荣（徐之荣）、赵明新（李明）、廖鲁言（廖广）；
- 被我北岳解放区以“托派”误杀1人：刘克让；
- 出狱后下落不明1人：乔健双（高梦九，在八路军西安办事处工作时被开除）；
- 2002年依然健在6人（按姓氏笔划）：冯乐进（冯明新）、朱则民（朱今）、赵林（罗霖祥）、唐方雷（张建勋）、薄一波（张永璞）；
- 文革61人案名单中还包括此前因患重病“保外就医”出狱的冯基平、孔祥祯、杨实人、魏文伯；乘国民党的“大赦”减刑出狱的陈原道、刘亚雄、周启敦等7人。

- 在这期间出狱的王墉、阎导黎、丁子珍、郝景波等4人，虽也被一些文献列入六十一人中，但他们情况不同，实不属这个范围。

- 另外，扶平（又名扶屏）不是共产党员，1933年4月因参加革命活动而被捕在北平草岚子监狱被关押了3年另7个月，1936年9月与草岚子监狱其它被关押共产党员一起签署《反共启示》后获释，出狱后回湖南老家养了一年多的病。1939年初加入中共桂东县地下党组织。后因时局的变化，与上级党组织失去联系后，投靠了国民党。1949年5月，又加入中共领导的湘南地下武装。建国后因抗战时期投靠国民党的历史问题被管制。所以，扶平不属于61人案自首出狱的中共党员。

- 薛向晨（被捕时为孙斌，原名薛晓幽，又名孙光斗），建国后任国家民族事务委员会副主任，1963年1月因历史反革命罪被逮捕判刑，其定罪罪行是1931年任中共山西军委书记被捕后入反省院之前，在太原供出大批党内同志并直接参与指认。

## 文革中定罪
1966年9月16日，康生写信给中共中央主席毛泽东说：“我长期怀疑少奇同志要安子文、薄一波等人‘自首出狱’的决定。”“最近我找人翻阅了1936年8、9月的北京报纸，从他们所登报的《反共启事》来看，证明这一决定是完全错误的，是一个反共的决定。”康生随信附上1936年有关报纸的影印件。毛泽东对此未作批复。
红卫兵揪斗刘澜涛和赵林的出狱问题时，国务院总理周恩来将西北局来电、刘澜涛来信、复电拟稿报毛泽东审批：“当时确为少奇同志代表中央所决定，七大、八大又均已审查过，故中央必须承认知道此事。”毛泽东批示“照办”。1966年11月中共中央给西北局的复电指出：“请向南开大学卫东红卫兵和西安炮打司令部战斗队同学说明，他们揭发的刘澜涛同志出狱的问题，中央是知道的。”

中共中央於1967年3月16日印發《薄一波、劉瀾濤、安子文、楊獻珍等自首叛變材料的批示》和附件，把中共中央批准的自首出獄重新定為「自首叛變」。理由是：
薄一波等人自首叛变出狱，是刘少奇策划和决定，张闻天同意，背着毛主席干的。这批人的出狱，决不是象他们自己事后向中央所说的那样，只是履行了一个什么“简单手续”。他们是签字画押，公开发表《反共启事》，举行“自新仪式”后才出来的。
隨後，康生率領專案組向有關參與幹部逼供，並捏造假證據。並因當時內地大肆進行「揪叛徒」。陈伯达、江青、关锋、戚本禹、谢富治等人也鼓动学生批斗61人中在世的幸存者。到1967年，已有6000多人受審查或拘禁，廖魯言、楊之華、徐子榮等中共元老被折磨至死。

## 文革后平反
“文革”结束后，1977年7月邓小平复出，薄一波等人的亲属要求平反六十一人叛徒集團案。主持平反冤假錯案的胡耀邦决议为此平反，遭到汪东兴、纪登奎、吴德等人的阻挠，说此案是毛泽东定性的，不能翻案。胡耀邦指示中组部坚持调查。1978年底，汪东兴等人失势，中共十一届三中全会召开的前一天，即1978年12月16日，《中共中央转发中央组织部〈关于“六十一人案件”的调查报告〉的通知》，给六十一人叛徒集團案彻底平反。
该文件给61人案履行自首出狱定性为：“在文化大革命中提出的所谓薄一波等六十一人叛徒集团是不存在的，是一个大错案。”“薄一波同志等在反省院对敌斗争的表现是好的”。“这是组织上在当时特定的历史条件下采取的特殊措施。现在没有理由也没有必要去重新审议当时中央和北方局的指示；即使认为这个指示有什麽不妥，那末，责任也只在于指示者（即当时北方局书记刘少奇），而不应归咎于指示的执行者。”“在这批党员中，有人被捕后，在入反省院以前敌人审讯时，有自首变节行为，或有其他政治错误，对这种人，应根据其问题的性质和情节轻重，另作结论。至于薄一波、安子文等同志说的，在六十一人中，有少数人不是根据中央和北方局指示而是自愿发表反共启事出狱的，对这种人，应当加以鉴别，另作结论。”
实际上中共历史上允许被捕的党员发表反共启示、履行自首手续出狱，仅此一次。

### 平反的平反
在上述中共中央平反文件中，引用了安子文所述下列证据：

毛主席在一九四五年听了周仲英同志汇报后说：这件事我知道；一九五零年听了安子文同志汇报后说：任作民出狱后到延安，我听说他是经过党的决定履行自首手续的，就派他到西北局担任宣传部长，不久他就病死了，后来才知道他在牢里任支部书记，是支部自己决定履行自首手续的，这和你们的情况完全不同，不过人已死了，这件事就不必再提了。 以上情况证明，在文化大革命前，毛主席为首的党中央对六十一人出反省院的问题是审查过的，对他们的这段历史是知道的，一直认为是没有问题的。

对此，任作民的家人坚决不同意该中央文件的说法而上访申述，最后在1980年4月2日中共中央组织部《关于复查“六十一人案件”的补充报告》中更正为：

（2）关于任作民同志出敌反省院的问题。我部《关于“六十一人案件”的调查报告》中，引用了安子文同志关于毛主席对任作民同志的说法：“我听说他是经过党的决定履行自首手续的”，“后来才知道他在牢里任支部书记，是支部自己决定履行自首手续的，这和你们的情况完全不同”。

 经查，任作民同志一九三七年十月出敌反省院的问题，中央党务委员会一九四零年十月四日作过审查决定，认定“（任）作民同志在反省院中确是最后无条件释放”。董必武同志办公室一九六七年六月六日给任作民同志爱人丁祝华同志复信说：“董老说，任作民同志是经过武汉办事处交涉后从湖北反省院释放出来的。”安子文同志一九七九年二月十一日写信说：看来董老办公室所写的材料是比较可靠的。但是毛主席的确向我说过任作民同志出狱的事。究竟主席听谁说的？还是有人向主席书面反映的？我无从猜测。

据此，任作民同志出敌反省院问题，应以中央党务委员会一九四零年十月四日所作审查决定和董必武同志的证明为准。

（3）关于刘尊祺同志出敌反省院的问题。我部《关于“六十一人案件”的调查报告》附件之十七、十八，薄一波、刘澜涛同志谈一九三六年出敌反省院的情况说，刘尊祺是叛变出狱的。

   据外文出版发行事业局领导小组一九七九年一月关于刘尊祺同志的复查结论，刘被捕后没有暴露党员身份，没有出卖同志和组织，一九三三年五月经王卓然等人无条件保释出反省院，决定恢复刘的党籍。刘澜涛同志一九七九年一月八日写信说：一九七八年十二月下旬外文出版社的同志介绍，刘尊祺是由当时东北大学秘书长王卓然保释出狱的。因之，一波、子文和我三人向组织写了说明，刘尊祺不是自首叛变出狱。

   据此，刘尊祺同志一九三三年出敌反省院的问题，应以外文出版发行事业局领导小组的复查结论为准。